# Huanglong (sockenhuvudort i Kina, Jiangxi Sheng, lat 29,03, long 114,03)
Huanglong är en sockenhuvudort i Kina. Den ligger i provinsen Jiangxi, i den sydöstra delen av landet, omkring 180 kilometer väster om provinshuvudstaden Nanchang. Antalet invånare är 16 590. Befolkningen består av 8 459 kvinnor och 8 131 män. Barn under 15 år utgör 26,0 %, vuxna 15-64 år 64 %, och äldre över 65 år 8,0 %.
Runt Huanglong är det ganska tätbefolkat, med 192 invånare per kvadratkilometer. Närmaste större samhälle är Zhajin, 19,9 km öster om Huanglong. I omgivningarna runt Huanglong växer i huvudsak blandskog.
Genomsnittlig årsnederbörd är 2 289 millimeter. Den regnigaste månaden är maj, med i genomsnitt 385 mm nederbörd, och den torraste är oktober, med 57 mm nederbörd.